# Картіков Досжан Нурбатирович
Досжан Нурбатирович Картіков (каз. Кәртіков Досжан; нар. 24 травня 1989, Аягоз, Східноказахстанська область) — казахський борець греко-римського стилю, бронзовий призер чемпіонату світу, чемпіон Азії, бронзовий призер Азійських ігор, бронзовий призер Кубку світу. Майстер спорту Казахстану міжнародного класу з греко-римської боротьби, учасник Олімпійських ігор.

## Біографія
Боротьбою почав займатися з 2001 року. Тренери Абдрахман Архарбеков, Марат Мальтекбаєв, Георгій Цурцумія. Дворазовий чемпіон Азії серед юніорів 2008 та 2009 років, срібний призер чемпіонату світу серед юніорів 2009 року. Багаторазовий чемпіон Казахстану.

## Спортивні результати

### Виступи на Олімпіадах
| Змагання                    | Збірна    | Вагова категорія                 | Місце |
| --------------------------- | --------- | -------------------------------- | ----- |
| Літні Олімпійські ігри 2016 | Казахстан | греко-римська боротьба, до 75 кг | 10    |

### Виступи на Чемпіонатах світу
| Змагання                        | Збірна    | Вагова категорія                 | Місце  |
| ------------------------------- | --------- | -------------------------------- | ------ |
| Чемпіонат світу з боротьби 2015 | Казахстан | греко-римська боротьба, до 75 кг | Бронза |

На чемпіонаті світу 2015 року в Лас-Вегасі Досжан Картіков спочатку переміг трьох суперників, в тому числі українця Дмитра Пишкова, але у чвертьфіналі програв росіянину Роману Власову з рахунком 7-0. Росіянин вийшов до фіналу і став чемпіоном, що дало можливість казахському борцю поборотися за третє місце. Він викоритсав цей шанс, перемігши Арсена Джулфалакяна з Вірменії (5-2) та у поєдинку за третє місце Ельвіна Мурсалієва з Азербайджану (1-0), і завоював бронзову медаль.

### Виступи на Чемпіонатах Азії
| Змагання                       | Збірна    | Вагова категорія                 | Місце  |
| ------------------------------ | --------- | -------------------------------- | ------ |
| Чемпіонат Азії з боротьби 2014 | Казахстан | греко-римська боротьба, до 75 кг | 5      |
| Чемпіонат Азії з боротьби 2016 | Казахстан | греко-римська боротьба, до 75 кг | Золото |

На чемпіонаті Азії 2016 року в Бангкоку Досжан Картіков вперше став чемпіоном міжнародного турніру найвищого рівня, перемігши у вирішальному поєдинку Ділшода Турдієва з Узбекистану.

### Виступи на Азійських іграх
| Змагання           | Збірна    | Вагова категорія                 | Місце  |
| ------------------ | --------- | -------------------------------- | ------ |
| Азійські ігри 2014 | Казахстан | греко-римська боротьба, до 75 кг | Бронза |

### Виступи на Кубках світу
| Змагання                    | Збірна    | Вагова категорія                 | Місце  |
| --------------------------- | --------- | -------------------------------- | ------ |
| Кубок світу з боротьби 2011 | Казахстан | греко-римська боротьба, до 74 кг | 7      |
| Кубок світу з боротьби 2012 | Казахстан | греко-римська боротьба, до 74 кг | Бронза |
| Кубок світу з боротьби 2013 | Казахстан | греко-римська боротьба, до 74 кг | 4      |
| Кубок світу з боротьби 2016 | Казахстан | греко-римська боротьба, до 75 кг | 4      |

### Виступи на інших змаганнях
| Змагання                                     | Збірна    | Вагова категорія                 | Місце  |
| -------------------------------------------- | --------- | -------------------------------- | ------ |
| Золотий Гран-прі з боротьби 2010 (Тбілісі)   | Казахстан | греко-римська боротьба, до 74 кг | 8      |
| Золотий Гран-прі з боротьби 2010 (Баку)      | Казахстан | греко-римська боротьба, до 74 кг | 8      |
| Золотий Гран-прі з боротьби 2011 (Сомбатгей) | Казахстан | греко-римська боротьба, до 84 кг | 24     |
| Золотий Гран-прі з боротьби 2012 (Стамбул)   | Казахстан | греко-римська боротьба, до 74 кг | 8      |
| Кубок Президента Казахстану з боротьби 2012  | Казахстан | греко-римська боротьба, до 74 кг | Срібло |
| Міжнародний меморіал Дейва Шульца 2013       | Казахстан | греко-римська боротьба, до 74 кг | Золото |
| Кубок Президента Казахстану з боротьби 2013  | Казахстан | греко-римська боротьба, до 74 кг | Золото |
| Гран-прі Іспанії з боротьби 2014             | Казахстан | греко-римська боротьба, до 80 кг | Золото |
| Міжнародний меморіал Дейва Шульца 2015       | Казахстан | греко-римська боротьба, до 75 кг | Золото |
| Кубок Президента Казахстану з боротьби 2015  | Казахстан | греко-римська боротьба, до 75 кг | Срібло |
| Турнір Вехбі Емре і Гаміта Каплана 2016      | Казахстан | греко-римська боротьба, до 80 кг | Бронза |

### Виступи на змаганнях молодших вікових груп
| Змагання                                      | Збірна    | Вагова категорія                 | Місце  |
| --------------------------------------------- | --------- | -------------------------------- | ------ |
| Чемпіонат Азії з боротьби серед кадетів 2006  | Казахстан | греко-римська боротьба, до 63 кг | 5      |
| Чемпіонат Азії з боротьби серед юніорів 2008  | Казахстан | греко-римська боротьба, до 74 кг | Золото |
| Чемпіонат Азії з боротьби серед юніорів 2009  | Казахстан | греко-римська боротьба, до 74 кг | Золото |
| Чемпіонат світу з боротьби серед юніорів 2009 | Казахстан | греко-римська боротьба, до 74 кг | Срібло |